# Zbór Kościoła Adwentystów Dnia Siódmego w Koninie
Zbór Kościoła Adwentystów Dnia Siódmego w Koninie – zbór adwentystyczny w Koninie, należący do okręgu wielkopolskiego diecezji zachodniej Kościoła Adwentystów Dnia Siódmego w RP.
Pastorem zboru jest kazn. Marcin Koronka, natomiast kierownikiem zboru: Magdalena Szymańska.